# Lalondeite
La lalondeite è un minerale.